# Élections municipales de 1995 dans l'Ardèche
Les élections municipales françaises de 1995 ont eu lieu le 11 et 18 juin 1995. Le département de l'Ardèche comptait 339 communes, dont 11 de plus de 3 500 habitants où les conseillers municipaux étaient élus selon un scrutin de liste avec représentation proportionnelle.

## Maires élus
Les maires élus à la suite des élections municipales dans les communes de plus de 3 000 habitants :
| Communes            | Population | Maire élu en 1989     | Parti | Parti | Maire élu             | Parti | Parti |
| ------------------- | ---------- | --------------------- | ----- | ----- | --------------------- | ----- | ----- |
| Annonay             | 18 000     | Claude Faure          |       | RPR   | Claude Faure          |       | RPR   |
| Aubenas             | 11 000     | Bernard Hugo          |       | RPR   | Stéphane Alaize       |       | PS    |
| Bourg-Saint-Andéol  | 7 770      | Jean-Marc Serre       |       | RPR   | Jean-Marc Serre       |       | RPR   |
| Guilherand-Granges  | 10 600     | Henri-Jean Arnaud     |       | RPR   | Henri-Jean Arnaud     |       | RPR   |
| Privas              | 9 900      | Amédée Imbert         |       | UDF   | Amédée Imbert         |       | UDF   |
| Saint-Péray         | 6 500      | Gérard Mallen         |       | UDF   | Jean-Paul Lasbroas    |       | DVG   |
| Le Teil             | 7 895      | Robert Chapuis        |       | PS    | Robert Chapuis        |       | PS    |
| Tournon-sur-Rhône   | 9 800      | Jean-Pierre Frachisse |       | UDF   | Jean-Pierre Frachisse |       | UDF   |
| Vals-les-Bains      | 3 600      | Jean-Marie Alaize     |       | PS    | Jean-Claude Flory     |       | RPR   |
| Viviers (Ardèche)   | 3 400      | Christian Lavis       |       | UDF   | André Allignol        |       | PS    |
| La Voulte-sur-Rhône | 5 120      | Claude Laréal         |       | PS    | Claude Laréal         |       | PS    |

### Annonay

#### Résultats
- Premier tour

|                       | Liste                     | Nombre de voix | Résultats |            |
| Jean-Claude Tournayre | Union de la gauche PS-PCF | 2574           | 36,04 %   | Ballottage |
| Claude Faure          | RPR                       | 2359           | 33,03 %   | Ballottage |
| Dominique Chambon     | UDF                       | 2209           | 30,93 %   | Ballottage |

- Second tour

|                       | Liste                     | Nombre de voix | Résultats | Sièges |
| Claude Faure          | RPR                       | 3 064          | 38,71 %   | 24     |
| Jean-Claude Tournayre | Union de la gauche PS-PCF | 2978           | 37,62 %   | 6      |
| Dominique Chambon     | UDF                       | 1873           | 23,67 %   | 4      |

### Aubenas

#### Résultats
- Premier tour

|                     | Liste                     | Nombre de voix | Résultats |            |
| Stéphane Alaize     | Union de la gauche PS-PCF | 1746           | 35,84 %   | Ballottage |
| Bernard Hugo        | RPR                       | 1720           | 35,30 %   | Ballottage |
| Pierre Chastanier   | UDF                       | 1198           | 24,59 %   | Ballottage |
| Odile Dufflot-Arnou | Les Verts                 | 258            | 4,30 %    | Battu      |

- Second tour

|                 | Liste                               | Nombre de voix | Résultats | Sièges |
| Stéphane Alaize | Union de la gauche PS-PCF-Les Verts | 2 681          | 52,80 %   | 25     |
| Bernard Hugo    | Union de la droite RPR-UDF          | 2397           | 47,20 %   | 8      |

### Bourg-Saint-Andéol

#### Résultats
- Premier tour

|                 | Liste                      | Nombre de voix | Résultats | Sièges |
| Jean-Marc Serre | Union de la droite RPR-UDF | 2 052          | 54,91 %   | 23     |
| Pascal Terrasse | Union de la gauche PS-PCF  | 1685           | 45,09 %   | 6      |

### Guilherand-Granges

#### Résultats
- Premier tour

|                   | Liste                      | Nombre de voix | Résultats | Sièges |
| Henri-Jean Arnaud | Union de la droite RPR-UDF | 2 750          | 59,32 %   | 24     |
| Yves Jouvet       | Union de la gauche PS-PCF  | 1359           | 29,31 %   | 4      |
| Catherine Rolin   | PS (diss)                  | 527            | 11,37 %   | 1      |

### Privas

#### Résultats
- Premier tour

|                | Liste                      | Nombre de voix | Résultats | Sièges |
| Amédée Imbert  | Union de la droite UDF-RPR | 1 977          | 61,06 %   | 27     |
| Raymond Tignol | Union de la gauche PS-PCF  | 1261           | 38,94 %   | 6      |

Taux de participation était de 60,47 %, soit 39,53 % d'abstention

### Le Teil

#### Résultats
- Premier tour

|                | Liste                      | Nombre de voix | Résultats | Sièges |
| Robert Chapuis | Union de la gauche PS-PCF  | 1 934          | 51,56 %   | 22     |
| Paul Allemand  | DVG                        | 964            | 25,70 %   | 5      |
| Michel Reynaud | Union de la droite UDF-RPR | 853            | 22,74 %   | 2      |

### Tournon-sur-Rhône

#### Résultats
- Premier tour

|                       | Liste                      | Nombre de voix | Résultats |            |
| Jean-Pierre Frachisse | Union de la droite UDF-RPR | 1587           | 37,99 %   | Ballottage |
| Louis Gaillard        | PS-PCF                     | 1429           | 34,20 %   | Ballottage |
| Jacques Duclieu       | DVD                        | 1162           | 27,81 %   | Ballottage |

- Second tour

|                       | Liste                      | Nombre de voix | Résultats | Sièges |
| Jean-Pierre Frachisse | Union de la droite UDF-RPR | 2 223          | 53,00 %   | 22     |
| Louis Gaillard        | PS-PCF                     | 1971           | 47,00 %   | 6      |

### Vals-les-Bains

#### Résultats
- Premier tour

|                   | Liste                      | Nombre de voix | Résultats | Sièges |
| Jean-Claude Flory | Union de la droite RPR-UDF | 1 622          | 68,70 %   | 23     |
| Jean-Marie Alaize | Union de la gauche PS-PCF  | 739            | 31,30 %   | 4      |

### Villeneuve-de-Berg

#### Résultats
- Premier tour

|               | Liste   | Nombre de voix | Résultats | Sièges |
| Claude Déjean | DVD-DVG | 679            | 100 %     | 19     |